# Riccioli (Mondkrater)
Riccioli ist eine 150 km große Wallebene am westlichen Mondrand. Sie grenzt an das große Grimaldi-Einschlagsbecken und ist wie dieses teilweise von dunkler, basaltischer Lava bedeckt.
Der Boden der Wallebene ist nicht glatt, sondern stark gegliedert. Nach Südosten ziehen drei parallele Rillen, die Rimae Riccioli.
Riccioli bildet mit den fast gleich großen Kratern Grimaldi und Hevelius ein gleichseitiges Dreieck am Rande des Oceanus Procellarum.
Der Krater ist benannt nach dem italienischen Jesuiten und Astronomen Giovanni Riccioli.
| Buchstabe | Position          | Durchmesser | Link |
| --------- | ----------------- | ----------- | ---- |
| C         | 0,58° N, 73,18° W | 30 km       |      |
| CA        | 0,63° N, 73,13° W | 14 km       |      |
| F         | 8,73° S, 73,86° W | 30 km       |      |
| G         | 1,27° S, 71,11° W | 15 km       |      |
| H         | 1,13° N, 75,01° W | 18 km       |      |
| K         | 2,3° S, 77,56° W  | 41 km       |      |
| U         | 5,8° S, 72,92° W  | 8 km        |      |
| Y         | 3,05° S, 73,32° W | 7 km        |      |